# Platypalpus hebeiensis
Platypalpus hebeiensis är en tvåvingeart som beskrevs av Yang och Weihai 2005. Platypalpus hebeiensis ingår i släktet Platypalpus och familjen puckeldansflugor. Inga underarter finns listade i Catalogue of Life.